# Porrhoppia crux
Porrhoppia crux är en kvalsterart som beskrevs av Balogh 1970. Porrhoppia crux ingår i släktet Porrhoppia och familjen Oppiidae. Inga underarter finns listade i Catalogue of Life.